# Zeger van der Bie
Zeger van der Bie (IJsselstein, 13 september 1795 – Utrecht, 2 mei 1877) was een Nederlandse bouwmeester. 

## Levensloop
Van der Bie was de zoon van de timmerman Cornelis van der Bie en Maria van Bemmel. Hij trouwde in 1822 in Utrecht met de winkelierster Johanna Cornelia Terwogt (1800-1826), en in 1826 met Cornelia Johanna Terwogt (1799-1869, geen zuster).
In 1819 vestigde hij zich als timmerman in Utrecht, waar hij in de zomer van 1838 vergeefs solliciteerde naar de post van stadsbouwmeester, als opvolger van Johannes van Embden. Kort daarop verhuisde hij naar Zwolle, waar hij van 1841 tot 1854 stadsbouwmeester was, waarna hij werd opgevolgd door Berend Reinders.
Na kort in Loenen aan de Vecht gewoond te hebben, keerde hij in 1860 naar Utrecht terug, waar hij in 1877 op 81-jarige leeftijd overleed.